# Jatimulyo (Alian)
Jatimulyo is een bestuurslaag in het regentschap Kebumen van de provincie Midden-Java, Indonesië. Jatimulyo telt 3678 inwoners (volkstelling 2010).